# 麦氏交替单胞菌
麦氏交替单胞菌（学名：Alteromonas macleodii）是交替单胞菌属的下属物种，一种从温带到热带海洋，从地表水到深海水都具有其广泛分布的的物种。它是一种需氧细菌，于1972年一项对需氧细菌进行的调查中首次被发现，此后被归入变形菌门，并被认为是0至50米之间地表水的重要组成部分。它具有一个460万个碱基对的单个环状DNA染色体。它的基因组中的可变区域赋予密切相关的菌株功能多样性，并促进不同的生活方式和策略。目前正在研究某些麦氏交替单胞菌菌株的工业用途，包括化妆品、生物乙醇生产和稀土开采。

## 形态学
麦氏交替单胞菌是一种被包囊的革兰氏阴性异养的γ-变形菌。它是需氧的并具有运动能力，并带有一个的无鞘极鞭毛。麦氏交替单胞菌的分离物宽度在0.6至0.8μm之间，长度在1.4至2.0μm之间，既不发光也不具有色素。它能够在仅含葡萄糖的固体培养基上生长，形成直径达0.9cm、边缘不规则的菌落。由于表型变异性和菌株之间基因组含量的差异，同一菌株的培养物之间以及来自不同地理区域和深度的菌株之间，在培养中的竞争力都不一样。
被分类为麦氏交替单胞菌的细菌属于r-策略者；通常可见到具有高核酸含量的大型细胞，具有较高的分裂频率和碳生产速率。作为富养菌，麦氏交替单胞菌能够使用葡萄糖作为其唯一的碳源和能源，并在高营养和高钠浓度下迅速繁殖，从而能够在竞争中胜过其他生物。低温和低碳可用性通常会阻碍增长。

## 分布
麦氏交替单胞菌在全球海洋中无处不在，通常附着在水柱上层50米的小有机颗粒上。它们在北大西洋和地中海的细菌丰度中占据很大比例，分别占颗粒附着细菌总数的9%和23%。此外，它们还存在于东北太平洋和亚热带大西洋。

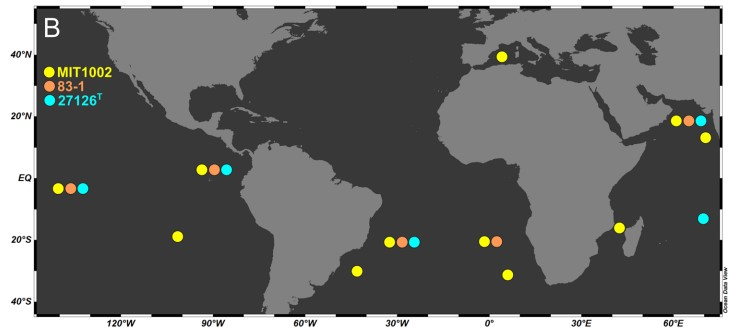
麦氏交替单胞菌菌株MIT1002、83-1和27126在TARA海洋宏基因组中的位置和分布。

最初，描述了麦氏交替单胞菌的两种生态型，因为生态位分化导致两种不同的细菌菌株占据不同的水深层次。“深海生态型”更适合微氧环境，它会迅速沉入更深的远洋带，并依赖于不同的碳源谱系。最近，深海生态型菌株被重新分类为地中海交替单胞菌（Alteromonas mediterranea）。

## 生理学
麦氏交替单胞菌在碳和铁代谢、细胞间通讯以及营养获取方面存在生理变异，这导致了特定的适应策略。一些菌株专门通过增强苯酚降解与原綠球藻物种建立特定的关联，而其他菌株则具有代谢特定藻类的糖的独特能力。高丝氨酸、内酯和铁载体的产生也是菌株特异性的，在不同生态条件下菌株之间具有不同的营养获取和细胞通讯策略。
麦氏交替单胞菌的生理特性可以影响海洋中的铁浓度和难降解溶解有机物（DOM）的产生。这些细菌利用独特的Ton-B依赖性转运蛋白来获取铁和碳底物。因此，一些麦氏交替单胞菌菌株能够在生长过程中更有效地调节葡萄糖、色氨酸和酪氨酸的摄取。一种不依赖于ATP酶的机制参与铁载体的运输，这些铁载体可以为细菌获取铁，而铁则被酶类用于促进碳代谢过程。
麦氏交替单胞菌的生理反应取决于摄取的氨基酸类型。D-丙氨酸、D-丝氨酸和D-谷氨酸等D-氨基酸会降低代谢活性，同时抑制胞外聚合物（EPS）的产生。胞外聚合物的产生有助于海洋细菌物种的细胞聚集和生物膜的形成。矛盾的是，麦氏交替单胞菌对D-氨基酸的摄取阻碍了EPS的产生，但通过促进其他独立的聚集因子促进了生物膜的形成。
麦氏交替单胞菌中的细胞外膜囊泡在藻类降解和栖息地定植中起着至关重要的作用。这些囊泡含有水解酶，例如脂肪酶、蛋白酶和核酸酶。这些酶负责降解红藻，如卡帕藻的细胞壁和内部成分。麦氏交替单胞菌在降解藻酸盐方面也非常有效，表达多达五种独立的藻酸盐裂解酶，并且在该底物上生长时胜过其他细菌群。

## 生态学
适应于表面环境的麦氏交替单胞菌非常适合降解各种糖类和氨基酸。这些细菌通常附着在小颗粒上，但也可以自由生活，并且能够利用多种不同的底物进行生长。麦氏交替单胞菌是一种富养菌，在高碳和营养浓度下能够快速生长，对底物的利用具有灵活性。

### 种间相互作用
麦氏交替单胞菌能够维持由于营养胁迫而经历萎黄病的原綠球藻细胞。在萎黄病期间，原綠球藻无法使用其必需的光合色素，但能够在麦氏交替单胞菌存在的情况下存活较长时间。还发现海洋异养生物与束毛藻相关，这是一种丝状蓝藻，可在海洋中固定氮。麦氏交替单胞菌可能会影响束毛藻代谢，从而允许甲醇的分解代谢和自由基氧的解毒。

### 铁限制
在铁充足的条件下，麦氏交替单胞菌的呼吸速率显着降低。铁金属与细菌代谢的几个关键过程有关，例如柠檬酸循环、糖酵解和氧化磷酸化，当铁的可用性不足时，这些过程的功能都会受到限制。因此，当铁受到限制时，麦氏交替单胞菌的生长速度会降低，尽管沿海种群的菌株生长速度比大洋中部种群的生长速度降低得更多。

### 铜应力
细菌暴露于铜元素的增加可能通过多种途径发生，例如营养物浸出、船体金属或天然矿藏。在铜浓度增加的条件下，麦氏交替单胞菌的生物膜产生显着增加，作为对铜诱导应激的防御性反应。这些细菌能够在铜浓度非常高的区域定殖，使它们在这些条件下比其他细菌更具优势。

### 在碳循环中的作用
作为异养细菌，麦氏交替单胞菌消耗海水中的溶解有机碳（DOC），并被更高营养级别的生物所摄食，成为碳进入生态系统的通道。虽然自然生态系统由各种有助于碳循环的异养生物组成，但在实验室环境中发现，麦氏交替单胞菌能够吸收沿海水域中存在的所有不稳定DOC。这表明麦氏交替单胞菌与沿海水域微生物環中其他细菌之间的关系是一种功能冗余。麦氏交替单胞菌能够进行与整个微生物群落相同程度的碳循环。
大型藻类分泌的细胞壁多糖被麦氏交替单胞菌等微生物降解，是海洋生态系统碳的主要来源。麦氏交替单胞菌表现出两种不同的碳吸收策略，具体取决于其栖息地中存在的多糖类型。当降解常见的多糖，例如海带多糖、海藻酸盐和果胶时，麦氏交替单胞菌在不同时间释放不同的分解代谢物以降解各自的底物。海带多糖是第一个被降解的多糖，其次是海藻酸盐和果胶。碳利用的这种时间变化是CAZymes和多糖利用基因片段转录活性转变的结果。这些细胞适应的双相性质表明麦氏交替单胞菌在多糖DOC的降解过程中能够适应大型藻类群落的结构变化。
海藻酸盐是一种凝胶结构的多糖，是大型藻类细胞壁的常见成分，也是许多生物体的营养和碳源。麦氏交替单胞菌是碳循环的关键组成部分，因为它们会降解海藻酸盐，增加海洋环境中DOC的消耗。此外，已发现麦氏交替单胞菌在藻酸盐降解方面胜过其他种类的细菌，表明麦氏交替单胞菌在生态碳循环中发挥着特别重要的作用。藻类多糖和蛋白质的降解对于养分获取至关重要，并具有防止红藻过度生长的作用。

## 基因组

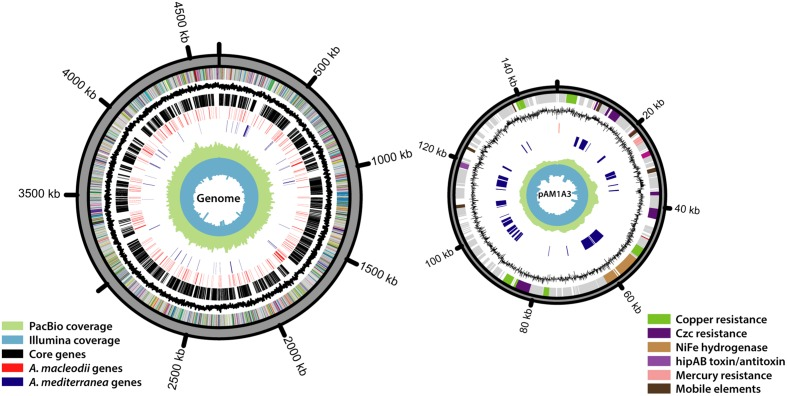
交替单胞菌菌株HOT1A3及其质粒pAM1A3的基因组。蓝色表示地中海麦氏交替单胞菌的独特基因，而红色表示麦氏交替单胞菌的独特基因。黑色表示交替单胞菌的核心基因。灰色表示不具有功能意义的基因。

麦氏交替单胞菌菌株的基因组具有与不同生活方式和地理位置相关的不同基因组内容。菌株之间总体核苷酸相似性的微小差异在功能上可能是重大的，许多重要的功能基因位于群体之间交换的基因组岛（GI）上。与地表水相关的菌株，如ATCC 21726，具有约460万个碱基对的单个环状基因组。麦氏交替单胞菌估计有4400个总基因，GC含量约为47%。其泛基因组庞大，来自不同地理区域的菌株之间的功能遗传含量存在显着差异。此外，关系接近的菌株在基因组岛上发现的功能基因也不同。
麦氏交替单胞菌在全球范围内分布在0至50米深度的表层海洋中，尽管这些菌株的核苷酸相似性达到97%至99%，但这些菌株在功能上具有高度可变性。表面菌株之间的功能差异是由水平转移的基因赋予的，并且反映了地表水的可变条件。麦氏交替单胞菌的表面菌株也有更多的基因与利用不同的糖和氨基酸底物以及在不断变化的条件下可塑性的转录调节因子相关。这种可塑性与交替单胞菌快速生长和利用可用有机质增加的能力有关。与藻类底物的铁载体产生和降解相关的关键基因也是水平转移的。

### 基因组岛
不同菌株之间的基因组岛的内容差异很大，特别是编码着存在于鞭毛和细胞外表面上的多糖类物质的基因，可能在避免噬菌体感染方面发挥作用。一些菌株已经从地中海麦氏交替单胞菌中发现的GI中获得了重金属耐受性和其他重要的功能基因，含有重要功能基因的GI在不同的麦氏交替单胞菌种群之间交换，增加了功能灵活性。在交替单胞菌目其他成员的基因组岛中发现了某些增强重金属耐受性的麦氏交替单胞菌菌株携带的质粒。

### 重金属耐受性
麦氏交替单胞菌是船上铜基防污漆的早期定殖者，并形成生物膜。虽然菌株之间存在差异，但麦氏交替单胞菌通常具有基因组特征，这些特征赋予对铜和其他重金属非常高的耐受性。具有高铜耐受性的菌株都至少有一个具有金属耐受基因的基因组岛，包括关键细胞质解毒因子copA及其转录调节因子merR的多个拷贝。这些因素使麦氏交替单胞菌能够在对大多数其他海洋物种致命的金属水平上生长。特别耐金属菌株中的巨大质粒含有多个与埃希氏菌和假单胞菌中的金属解毒系统同源的拷贝。
铜由于其固有的抗菌特性可防止细菌生长，从而最大限度地减少生物膜的形成。然而，一些麦氏交替单胞菌菌株仍然能够在铜浓度升高的情况下诱导生物膜的生长。这些菌株的双鸟苷酸环化酶（DGC）基因发生了改变，该基因控制着麦氏交替单胞菌中生物膜的表达。DGC基因的特定亚组在某些菌株中高度表达，通过放大促进生物膜形成的信号转导来增强生物膜的发育。这个过程改变了微生物群落的结构，影响了微环境和生物地球化学循环。

### 与地中海交替单胞菌的关系
之前被认为是麦氏交替单胞菌的“深海生态型”菌株，现已被重新分类为地中海交替单胞菌，因为它们的整体序列一致性仅为81%。麦氏交替单胞菌和地中海交替单胞菌共有3200个基因，其中1200至1600个是各自独有的。“深海生态型”地中海交替单胞菌菌株含有更多用于降解难降解的DOM的双加氧酶，例如尿素，用于在较低温度下折叠蛋白质的分子伴侣以及与重金属耐受性相关的氢化酶，这些氢酶与其他耐受性基因位于同一个GI上。这些基因组并非地中海交替单胞菌所独有，因为它们与其他功能基因组（例如用于糖和氨基酸降解的酶）一起在不同的交替单胞菌种群之间进行交换，从而实现了生态位的特化。

### 噬菌体感染
在某些麦氏交替单胞菌菌株中发现的相位整合酶和CRISPR簇等基因可能参与噬菌体相互作用。一些GI编码被噬菌体识别的特定表面受体，增加了对噬菌体感染的易感性。GI的某些成分是溶原性或有缺陷的噬菌体，这些广泛使用的GI之一编码病毒衍生的错配修复和RNA伴侣基因。例如，细菌的O链脂多糖可能与Alterophage R8W上存在的受体结合蛋白结合，从而允许附着和进入。迄今为止，已经鉴定了十几种感染麦氏交替单胞菌的噬菌体，包括短尾噬菌体和自复制短尾噬菌体的成员。

## 工业用途

### 将亚碲酸钾还原为碲元素
碲是一种极其稀有的准金属，存在于地壳中，具有理想的光学和电子特性。然而，目前碲的工业生产需要使用对人类和环境都有害的物质。因此，越来越多的研究通过生物技术应用从各种不常见和稀有金属中细菌生物合成纳米粒子来提取准金属。
碲通过未知机制对细菌产生毒性作用。麦氏交替单胞菌包含一个质粒，该质粒包含允许对多种金属具有抗性的基因，并且具有将亚碲酸钾还原为碲的能力。还原的碲的纳米颗粒以电子致密小球和类金属晶体的形式扩散到细胞质或细胞外空间。这使得麦氏交替单胞菌成为促进碲提取的候选者，同时减少对有毒化学品的依赖。

### 从红海藻中提取生物分子
含有κ-卡拉胶酶的膜囊泡由麦氏交替单胞菌产生，这使其能够降解卡拉胶，这是红海藻细胞壁中发现的一种主要多糖。含有κ-卡拉胶酶的囊泡可用于生产生物乙醇，因为它们将富含碳水化合物的生物质转化为糖。红海藻中存在的生物分子，如维生素和类胡萝卜素，也被提取用于商业用途，与生物乙醇生产过程相结合。

### EPS deepsane在化妆品中的应用
麦氏交替单胞菌分泌“deepsane”，这是一种现在用于化妆品的胞外多糖。“deepsane”的研究特性包括可能由于乙酸盐和丙酮酸盐之间的相互作用而导致的高粘度，使其成为目前用于食品和化妆品的其他粘性聚合物的替代品。自2012年起，“deepsane”也在化妆品行业上市，被称为Abyssine®，用于护肤品中以减少晒伤引起的皮肤刺激。

### 水处理的其他未来前景
麦氏交替单胞菌在补充葡萄糖的培养基中生长时，会分泌一种意想不到的高分子量聚合物，从而改变碳水化合物的组成。该聚合物被发现富含糖醛酸，因此有望具有重金属结合能力，可用于废水处理。

## 拓展阅读
- . List of Prokaryotic names with Standing in Nomenclature LPSN. Leibniz Institute DSMZ-German Collection of Microorganisms and Cell Cultures GmbH.   [2022-04-04]. （原始内容存档于2022-09-21）.